# Moyotepe
Moyotepe, eller Cerro Mayotepe, är en 917 meter hög stratovulkan i västra Nicaragua. Den ligger på sluttningen av och utgör en del San Cristóbals vulkanområde.